# Relecq
Le mot relecq ou relec est la transcription française du mot breton releg qui signifie relique. Il désigne généralement des lieux de conservation de reliques chrétiennes, tels que des églises ou des monastères.
On trouve notamment deux lieux de ce nom en Bretagne : 
- la commune du Relecq-Kerhuon
- l'ancienne Abbaye du Relecq, située en Plounéour-Ménez.